# Champ gazier de Yadana
Le Projet Yadana est un projet d'exploitation du champ gazier de Yadana en mer d'Andaman et de transport du gaz vers la Thaïlande à travers la région de Tanintharyi. 

## Le champ gazier de Yadana
Le champ gazier, en cours d'exploitation, est localisé dans le golfe de Martaban à 60 km des côtes birmanes. Il contient 150 milliards de mètres cubes de gaz naturel et a une durée de vie estimée à 30 ans.

## Le gazoduc de Yadana

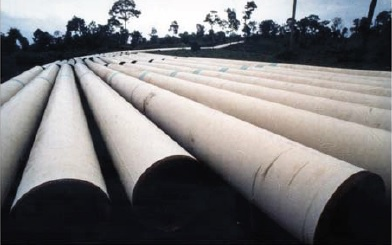
Portions de gazoduc lors de la construction

Le gazoduc de Yadana, majoritairement sous-marin, est long de 409 km, et ses 63 derniers kilomètres traversent le sud de la Birmanie dans une région habitée par la minorité Karens, hostile au gouvernement birman.

## Parties prenantes
Le projet Yadana est mené par Total S.A. et la Chevron Corporation. La compagnie pétrolière thai PTT et la compagnie nationale birmane Myanma Oil and Gas Enterprise (MOGE) participent aussi au projet.

## Controverse
Ce projet a soulevé de nombreuses critiques dans la communauté internationale, notamment de par les investissements de compagnies occidentales dans un pays dont le régime au pouvoir a déjà été condamné pour ses violations des droits de l'homme, notamment dans des rapports de l'ONU ou d'Amnesty International.
Le documentaire de 2006 Total Denial (en) traite de la controverse autour de la construction du gazoduc de Yadana.
En janvier 2022, TotalEnergies annonce quitter le projet en raison des violations des droits humans depuis le coup d'état de 2021.